# Towarzystwo Wiedzy Obronnej
Towarzystwo Wiedzy Obronnej – ogólnopolskie towarzystwo naukowe stawiające sobie za cel popularyzowanie wiedzy związanej z obronnością kraju i z reagowaniem w sytuacjach zagrożeń niemilitarnych.

## Historia TWO
W latach 1919–1939 działało Towarzystwo Wiedzy Wojskowej.
Po II wojnie światowej utworzono w wojsku Koła Pracy Społecznej, a w 1956 powołano do życia Wojskowe Koła Naukowe, które w 1960 przekształcono w Koła Wiedzy Wojskowej. W 1971 utworzono stowarzyszenie wyższej użyteczności "Towarzystwo Wiedzy Wojskowo – Obronnej". Od 1977 organizacja nosi obecną nazwę "Towarzystwo Wiedzy Obronnej". Obecnie TWO zrzesza wojskowych w stanie czynnym i rezerwy, oraz przedstawicieli świata nauki i administracji publicznej.

## Władze TWO
23 listopada 2009 podczas VIII Krajowego Zjazdu Delegatów TWO powołano Zarząd Główny w składzie:

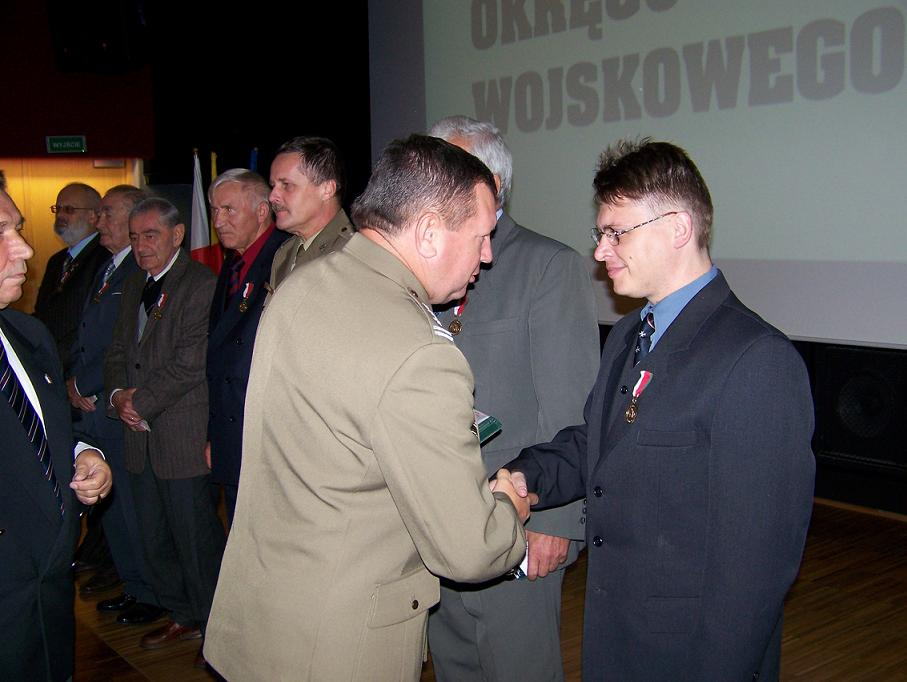
Wręczenie medali "Za zasługi w krzewieniu wiedzy obronnej" podczas obchodów 65-lecia Śląskiego Okręgu Wojskowego, Wrocław 14 września 2010 r.

- Zdzisław Barański
- Leonid Bujan
- Jerzy Czubacki
- Waldemar Kitler - prezes TWO
- Marian Kruk - wiceprezes TWO
- Kazimierz Mączka
- Andrzej Milik – sekretarz TWO
- Aleksander Podolski
- Paweł Soroka
- Krzysztof Zaczyński
- Marek Zdziech.

## Medal Za zasługi w krzewieniu wiedzy obronnej
26 września 2007 na posiedzeniu Prezydium ZG TWO ustalono wizerunek Medalu „Za zasługi w krzewieniu wiedzy obronnej” przyznawanego przez ZG TWO za szczególne zasługi w działalności lektorskiej, wydawniczej i promocyjnej prowadzonej na rzecz obronności Rzeczypospolitej Polskiej.